# كنارتخته
كنارتخته (بالفارسية: کنارتخته) هي مدينة تقع في إيران في Kamaraj and Konartakhteh District. يقدر عدد سكانها بـ 6,690 نسمة .